# Stile Trewhiddle

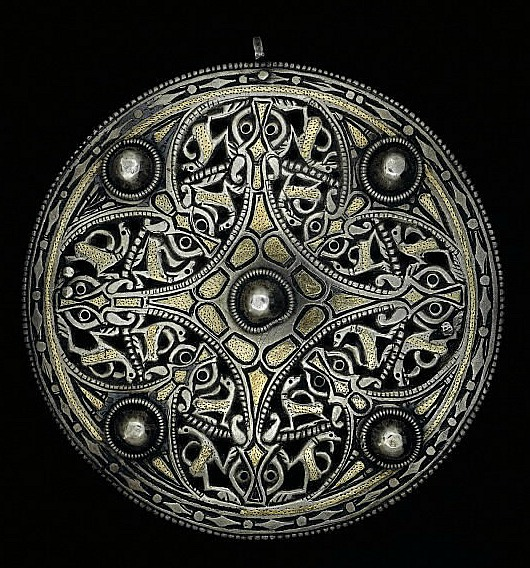
Spilla Strickland, British Museum

Lo stile Trewhiddle è uno stile distintivo dell'arte anglosassone che prende il nome dal tesoro di Trewhiddle, scoperto a Trewhiddle, in Cornovaglia nel 1770. L'opera in metallo più importante prodotta nell'Inghilterra del IX secolo è decorata in uno stile animato e complesso. L'ornamento di Trewhiddle include l'uso di argento, intarsio di niello e disegni zoomorfi, vegetali e geometrici, spesso intrecciati e finemente intagliati in piccoli pannelli. Esempi famosi sono: il tesoro di Pentney, la spada Abingdon, la spilla Fuller e la spilla Strickland.

## Storia

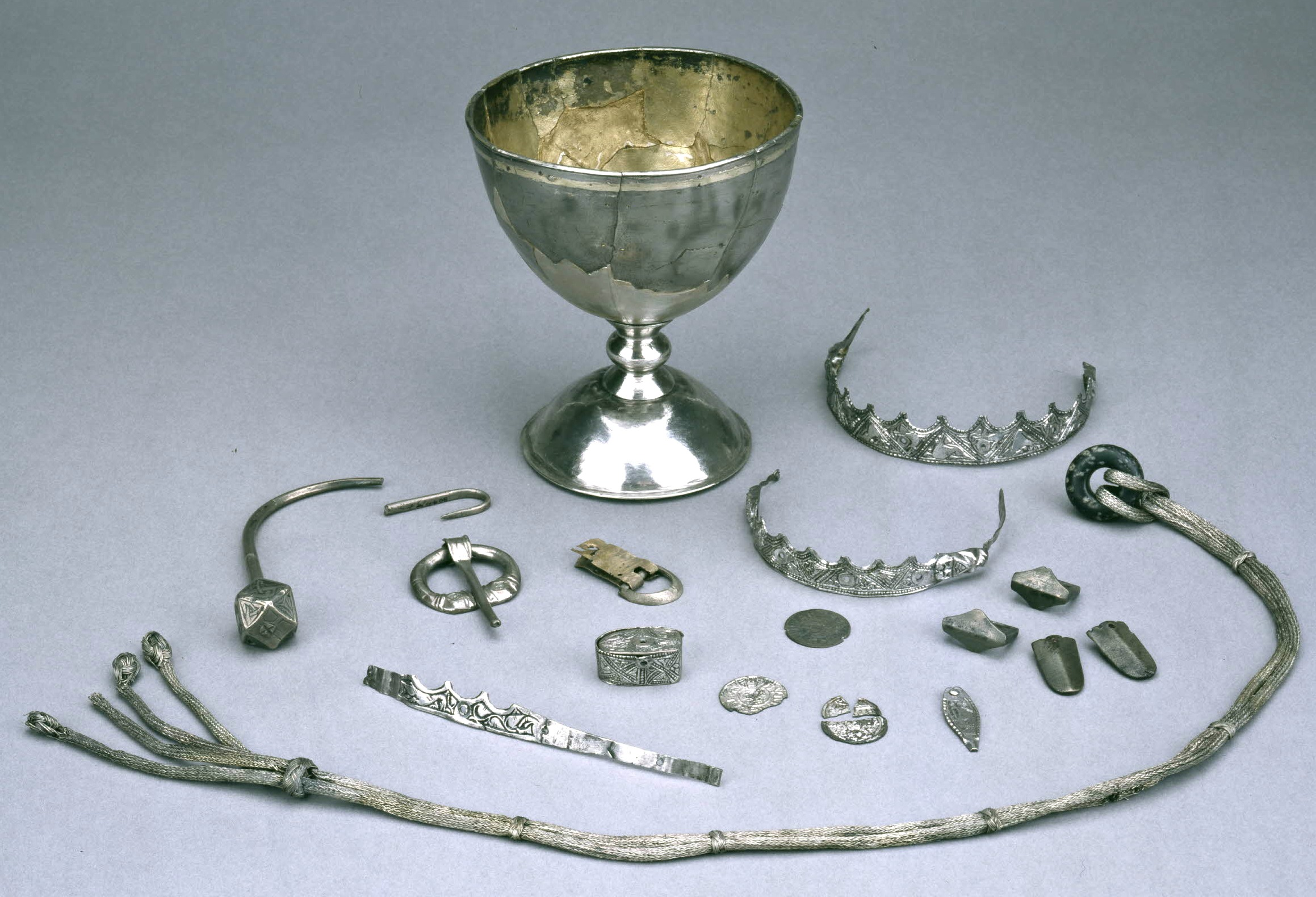
Oggetti del tesoro di Trewhiddle, British Museum

Lo stile Trewhiddle prende il nome dal tesoro di Trewhiddle. Conteneva numerosi oggetti, tra cui monete anglosassoni, un calice d'argento e altri pezzi d'oro e d'argento. I reperti sono databili al IX secolo. L'ornamento animale di alcuni degli oggetti del tesoro di Trewhiddle divenne oggetto di studio da parte di storici dell'arte e archeologi anglosassoni all'inizio del XX secolo. Sir Thomas Kendrick è stato il primo storico a illustrare l'uso ininterrotto dell'ornamento animale anglosassone, dagli ultimi giorni della Britannia romana al primo periodo anglosassone. L'archeologo danese, Johannes Brøndsted, ha riconosciuto l'importanza storica dei vivaci elementi decorativi del tesoro nominando lo stile del IX secolo, "stile Trewhiddle".
Lo stile Trewhiddle è molto probabilmente il risultato dell'evoluzione delle forme d'arte anglosassone. La decorazione in stile animale e i modelli complessi che sono stati trovati nell'antica Inghilterra, hanno continuato a svilupparsi nel tempo. Secondo David M. Wilson, "Se osserviamo l'ornamento animale sulla lavorazione dei metalli di qualsiasi periodo compreso tra il 450 e il 950, possiamo vedere all'opera le stesse tradizioni. L'animale sulla spilla Faversham, quello sui fermagli Sutton Hoo, e sulle bardature di Källby sono in una sequenza che porta a Trewhiddle e oltre."

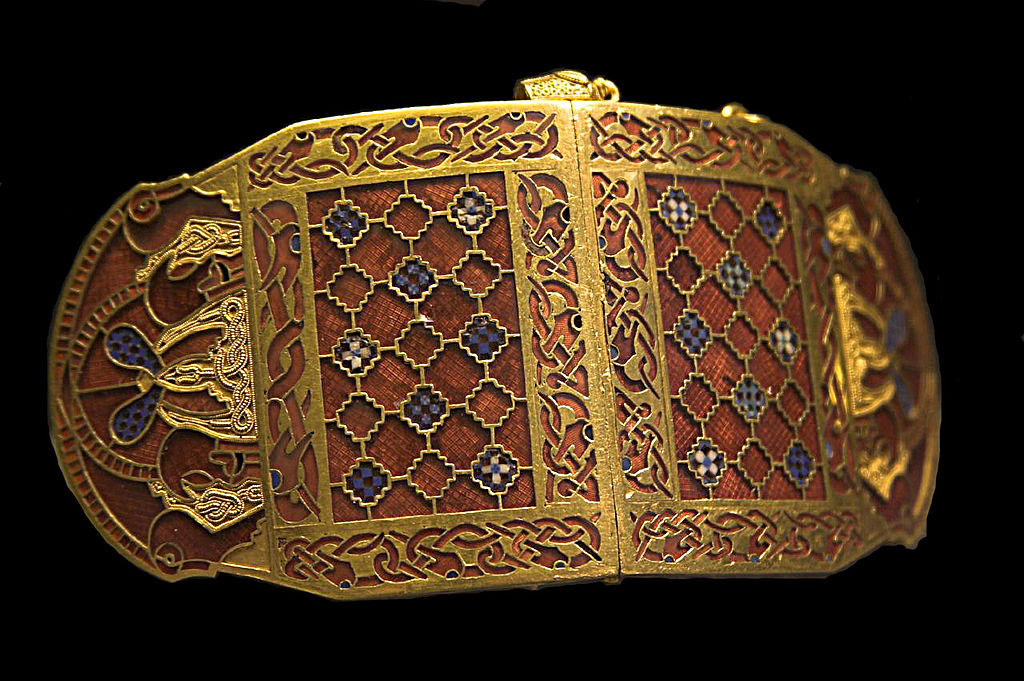
Chiusura a spalla di Sutton Hoo, c. 620, in stile antico.

Gli storici dell'arte hanno riconosciuto importanti somiglianze tra l'arte di Trewhiddle e l'arte irlandese, ma nessuno storico ha proposto che l'arte di Trewhiddle sia stata influenzata dall'arte irlandese. È molto probabile che l'arte animale degli oggetti di Trewhiddle abbia avuto origine in Inghilterra e in piccola parte sia stata influenzata dall'arte continentale del mondo mediterraneo, francese o celtico.
Studiosi precedenti hanno teorizzato che lo stile Trewhiddle fosse limitato al IX secolo. Lo stile è stato difficile da datare per la mancanza di prove di datazione indipendenti associate ai reperti di Trewhiddle. È stato suggerito, poiché continuano a essere trovati altri manufatti Trewhiddle, che la nascita dello stile potrebbe essere avvenuta nell'VIII secolo. È stato anche suggerito, dati gli scavi più recenti di manufatti in stile Trewhiddle, compresi quelli trovati nei siti anglosassoni nello Yorkshire negli anni 1980 e alla fine degli anni 1990, che lo stile Trewhiddle continuò a essere prodotto nell'Inghilterra settentrionale fino al X secolo. Fino a quando non saranno disponibili ulteriori informazioni per gli studiosi di Trewhiddle, lo stile continua a essere datato al IX secolo.

## Caratteristiche dello stile
Lo stile Trewhiddle è riconosciuto per la sua decorazione finemente intagliata, che include animali, piante, intrecci e motivi geometrici con intarsi in niello, superfici densamente decorate e rivetti a testa bombata. Una caratteristica distintiva è la suddivisione dell'area principale della decorazione in piccoli pannelli, tipicamente separati da bordi di perline. I pannelli di solito contengono un singolo motivo, generalmente un animale accucciato, che guarda indietro o che morde. La screziatura di singoli motivi era una tecnica frequentemente utilizzata per creare struttura o movimento della superficie.
Le forme animali sono molteplici, comprese variazioni di mitici uccelli, serpenti e bestie, solitamente raffigurati di profilo. I motivi vegetali variano da singole foglie finemente intagliate a piante complete, spesso combinate con forme animali e intrecci. L'intreccio è più comunemente combinato con motivi zoomorfi e vegetali, piuttosto che da solo. Se usato singolarmente, il modello di interlaccio è tipicamente semplice e chiuso. Quando viene utilizzato con forme vegetali o animali, la decorazione è generalmente un disegno più complesso.

## Opere in metallo
Lo stile Trewhiddle è stato utilizzato principalmente per decorare la lavorazione dei metalli. Durante la tarda epoca anglosassone, l'argento era il metallo prezioso più comunemente usato per creare gioielli in stile Trewhiddle e per decorare armi. Il commercio e l'espansione vichinga durante il IX e il X secolo portarono nuove forniture di argento dal Vicino Oriente all'Inghilterra e alla Scandinavia. Il rapido cambiamento dall'uso dell'oro a quello dell'argento, nella lavorazione dei metalli, fu dovuto alle abbondanti nuove forniture di argento che furono messe a disposizione degli artigiani durante quel periodo. Successivamente, l'oro divenne il metallo preferito per la fabbricazione di anelli o per dorature e intarsi.

### Armi

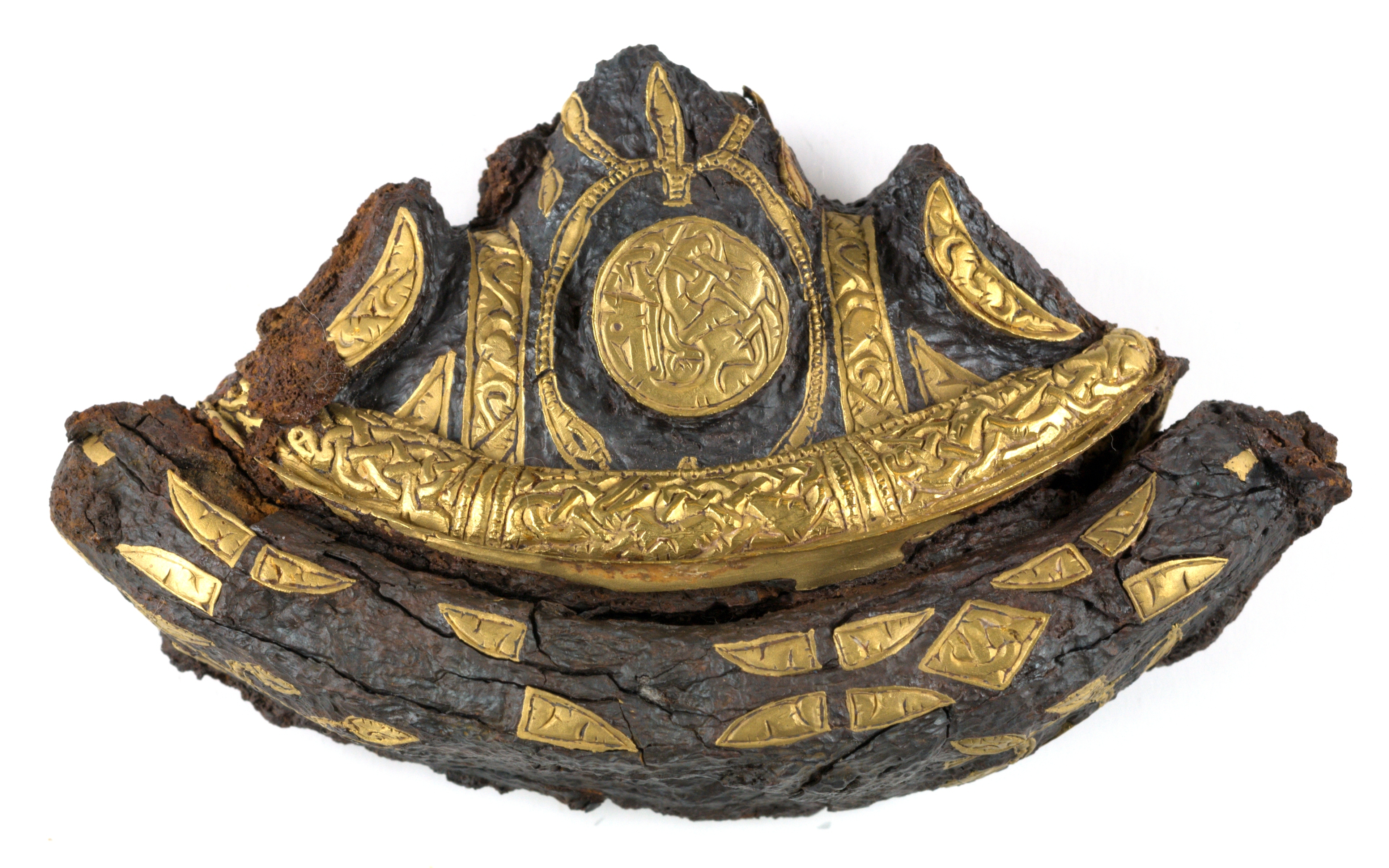
Pomo della spada Bedale Hoard

Trewhiddle era uno stile di decorazione comunemente usato per le spade tardo anglosassoni. La spada Abingdon, trovata vicino al villaggio di Abingdon e ora nell'Ashmolean Museum di Oxford, è decorata con montature in argento con intarsi di niello. La spada del fiume Witham, ha un'impugnatura d'argento in stile Trewhiddle ed è decorata con motivi animali, intarsiati con niello.
Il pomo della spada del tesoro di Bedale, è inciso con pannelli di intarsio in lamina d'oro e decorato con animali intagliati e intrecciati e un intricato motivo a foglia d'oro. L'arma anglosassone può essere datata alla fine del IX o all'inizio del X secolo.
Tre impugnature per spade, tutte provenienti dalle aree norvegesi di Høven, Dolven e Gronneberg, sono state fabbricate nello stile Trewhiddle, tutte composte da intarsi in niello. Le impugnature Dolven e Gronnenberg sono decorate in modo simile alla spada del fiume Witham. L'elsa Høven è decorata con forme di uccelli e animali intrecciati, simili nello stile alla spilla Fuller.

### Gioielleria

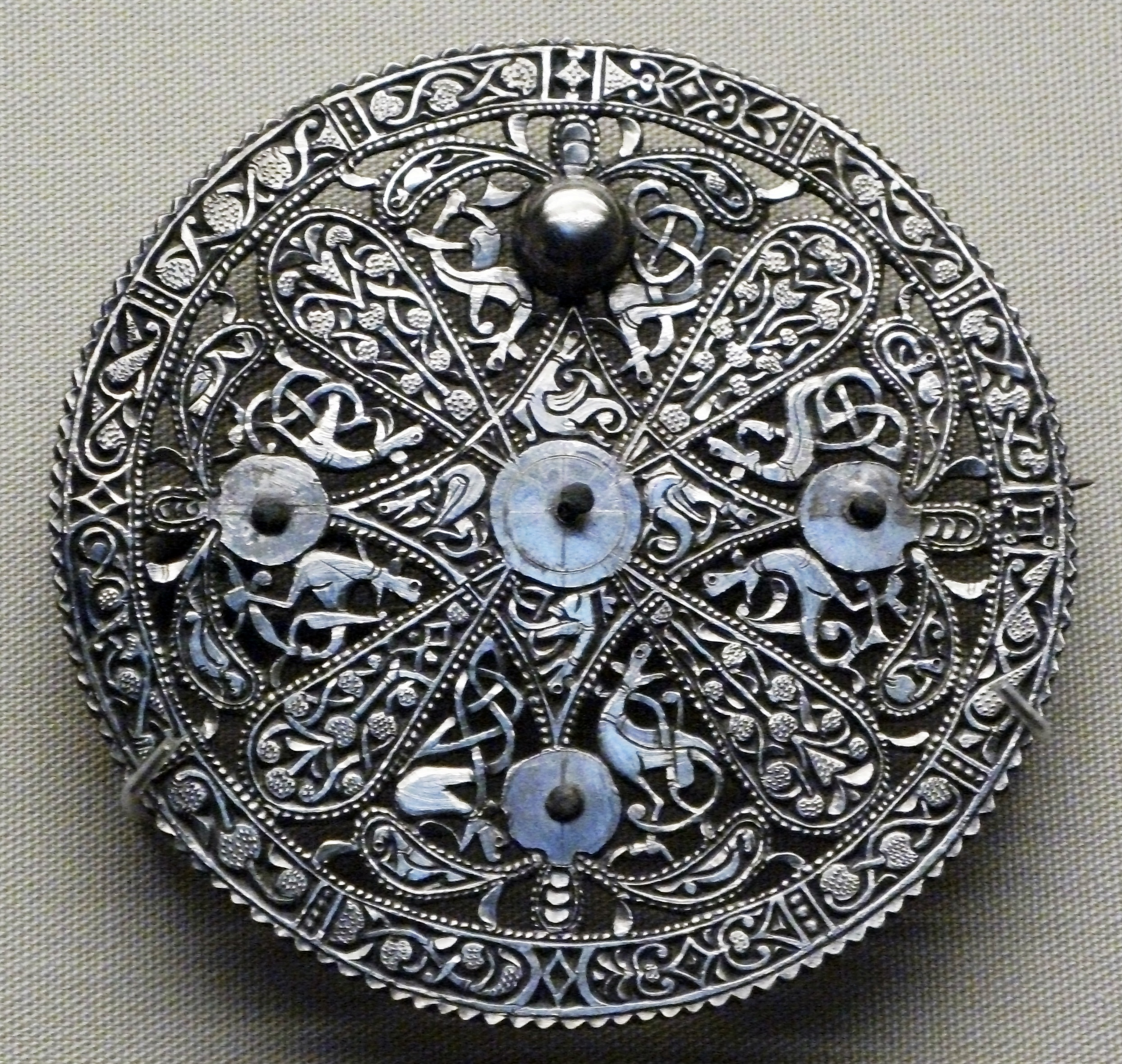
Spilla Pentney

La gioielleria anglosassone durante il IX e l'inizio del X secolo è rinomata per la sua superba maestria e per i disegni animati e finemente intagliati. Tipicamente fuse in argento, le spille a disco traforate decorate in stile Trewhiddle sono gli esempi più riconosciuti dello stile di gioielleria tardo anglosassone.
La spilla Pentney è probabilmente l'esempio più noto di stile Trewhiddle. Il tesoro anglosassone è stato scoperto in un cimitero di Pentney, Norfolk nel 1978. Le sei spille a disco in argento traforato, risalgono all'inizio del IX secolo e includono due coppie di spille non identiche e due spille singole.

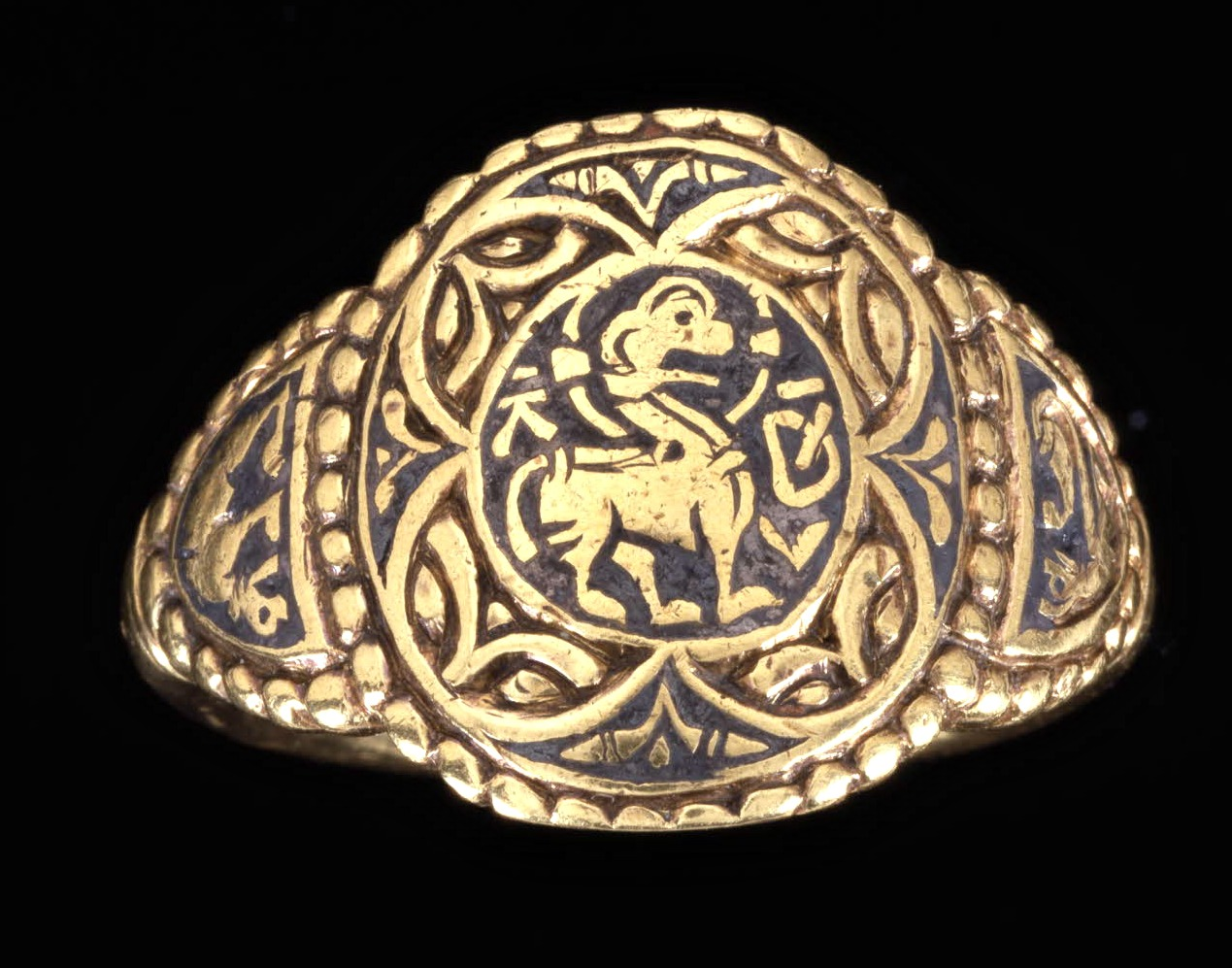
L'anello di Æthelswith

Gli anelli Æthelwulf e Æthelswith sono importanti esempi di lavorazione dei metalli in oro in stile Trewhiddle. Gli anelli appartenevano ad Æthelwulf, re del Wessex e a sua figlia, Æthelswith (838-888). Æthelwulf era il padre di Alfredo il Grande. Governò tra gli anni 836 e 858. Ethelswith regnò come regina di Mercia dall'853 all'874, quando morì suo marito re Burgred di Mercia. Gli anelli sono significativi in quanto entrambi contengono immagini insolite dell'iconografia cristiana: l'Agnello di Dio è raffigurato sull'anello di Æthelswith e due pavoni che bevono alla fontana della Vita sono l'immagine centrale sull'anello di Æthelwulf.
La spilla Fuller, una spilla in argento finemente intagliata con intarsi in niello, è datata alla fine del IX secolo. La spilla circolare illustra l'incarnazione dei cinque sensi. Appartenente al tardo stile Trewhiddle e con animali, uccelli, piante e umani in stile Trewhiddle, è rara per il suo uso di motivi antropomorfi. È considerato uno degli esempi più famosi di arte anglosassone.
La spilla Strickland, una spilla a disco in argento e niello della metà del IX secolo, è simile nel design alla spilla Fuller. Entrambi i gioielli sono realizzati in lamina d'argento e intarsiati con niello e oro. Il vivace design traforato della spilla Strickland è riccamente intagliato con bestie simili a cani con collare e teste di animali.

### Estremità del cinturino
Le estremità dei cinturini della tarda epoca anglosassone, accessori usati per allacciarsi all'estremità di un cinturino o di una cintura per evitare che si sfilacciasse, erano spesso decorati in stile Trewhiddle. Le otto estremità dei cinturini del tesoro di Poppleton, scoperte vicino a Upper Poppleton, nello Yorkshire, sono databili tra la fine del IX e l'inizio del X secolo, eccellenti esempi di lavorazione dei metalli in stile Trewhiddle.

Esempi Trewhiddle
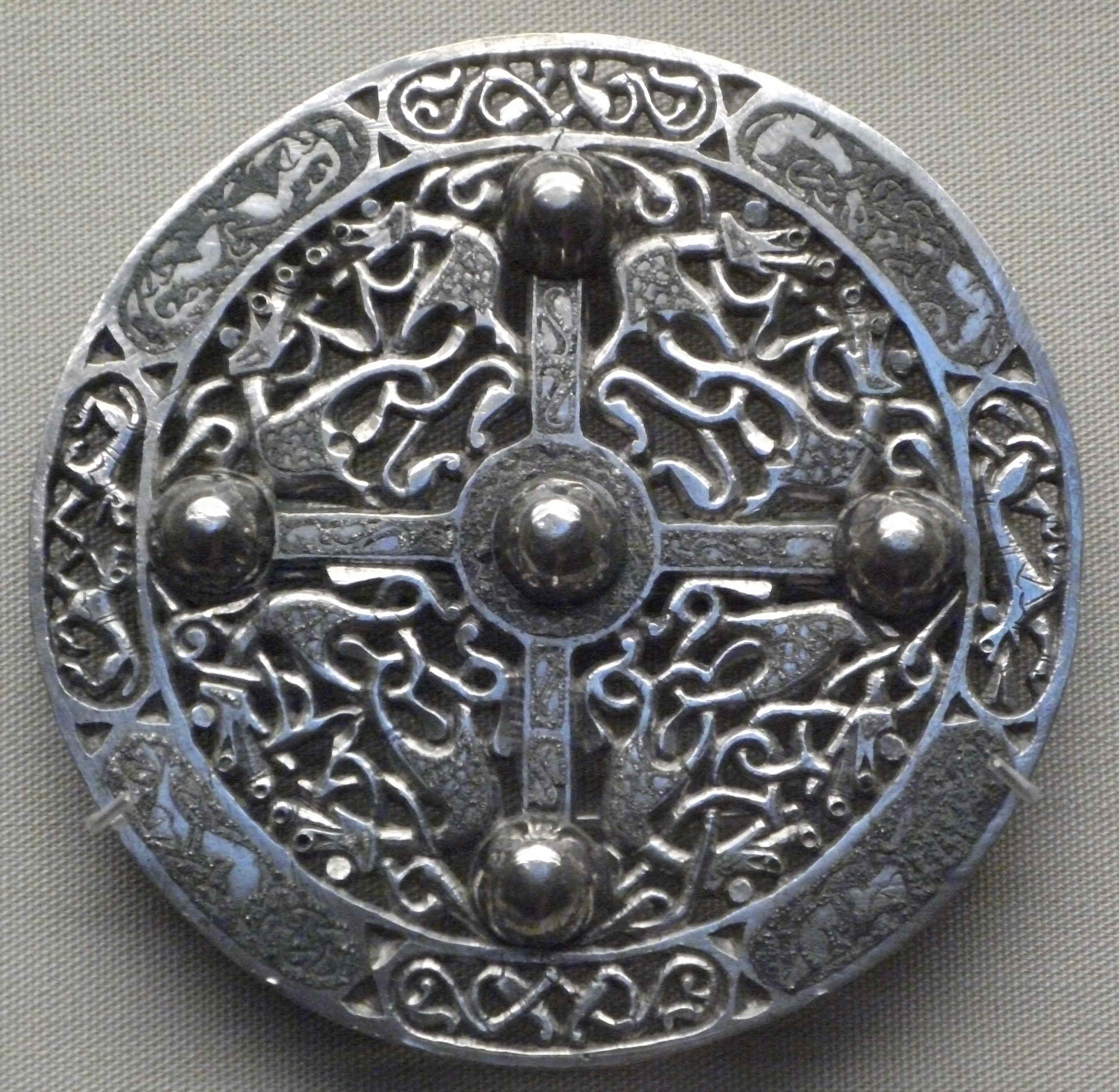
Spilla del tesoro di Pentney
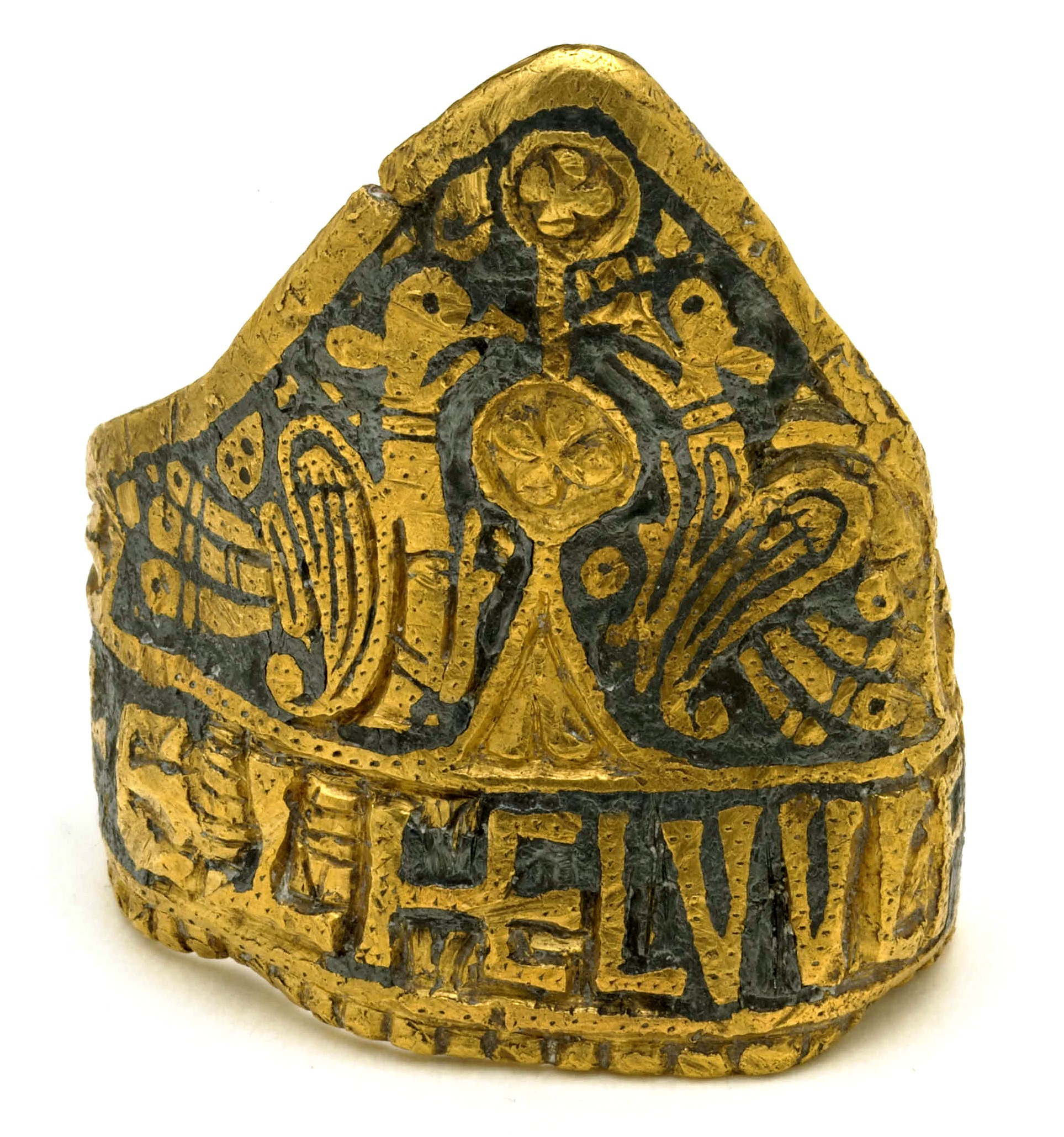
"Anello di re Æthelwulf"
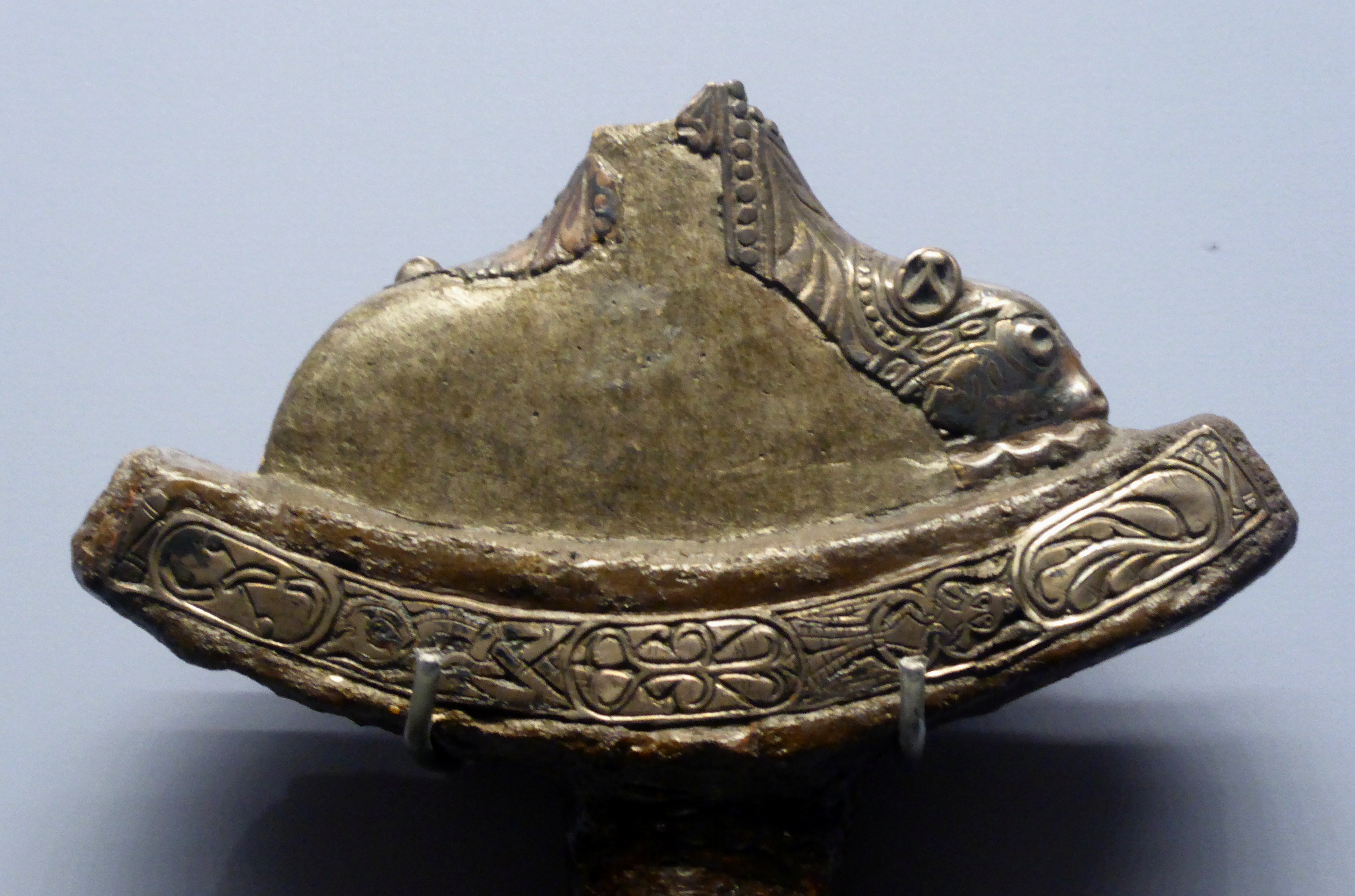
Elsa della spada Abingdon
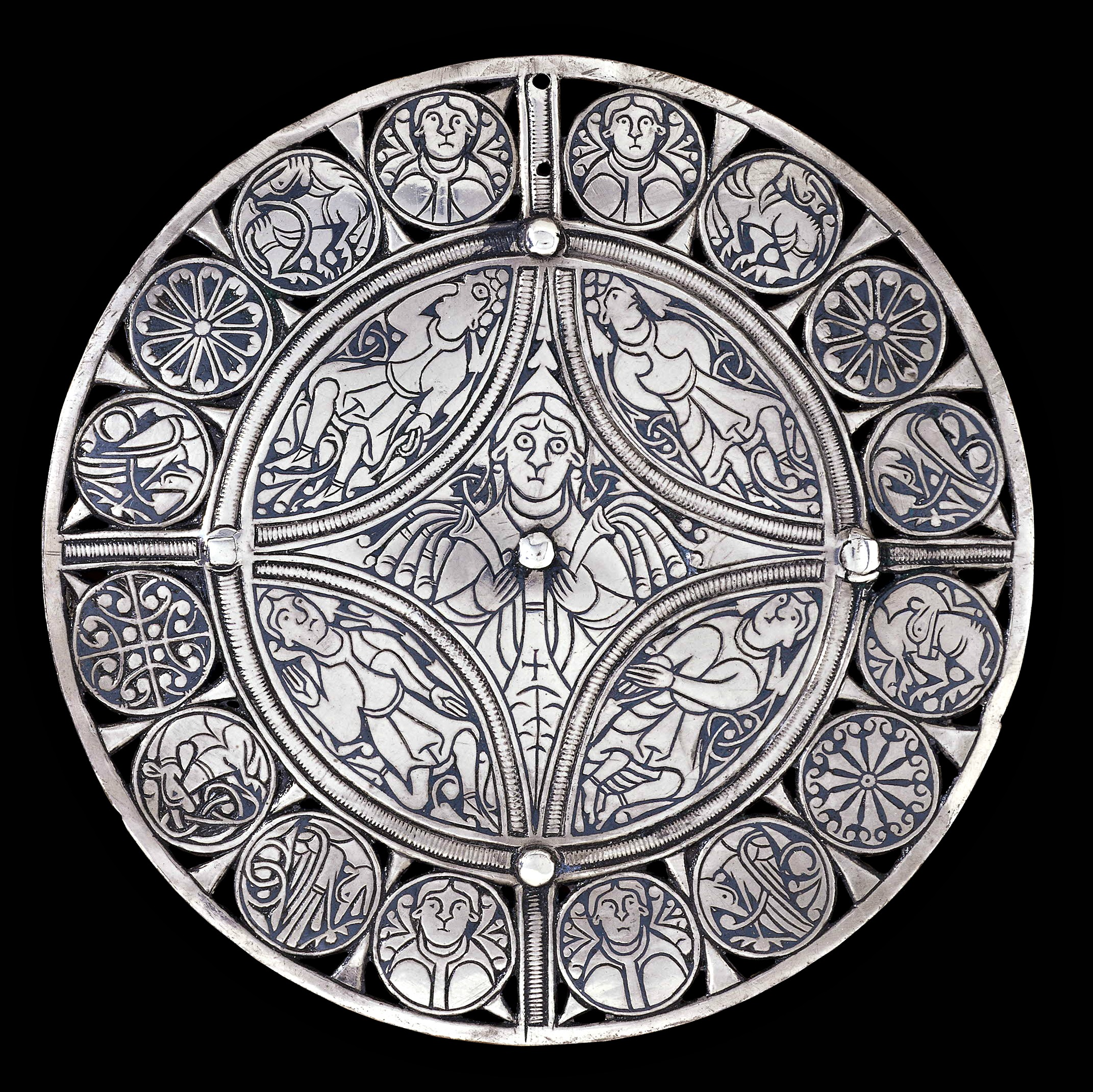
Spilla Fuller
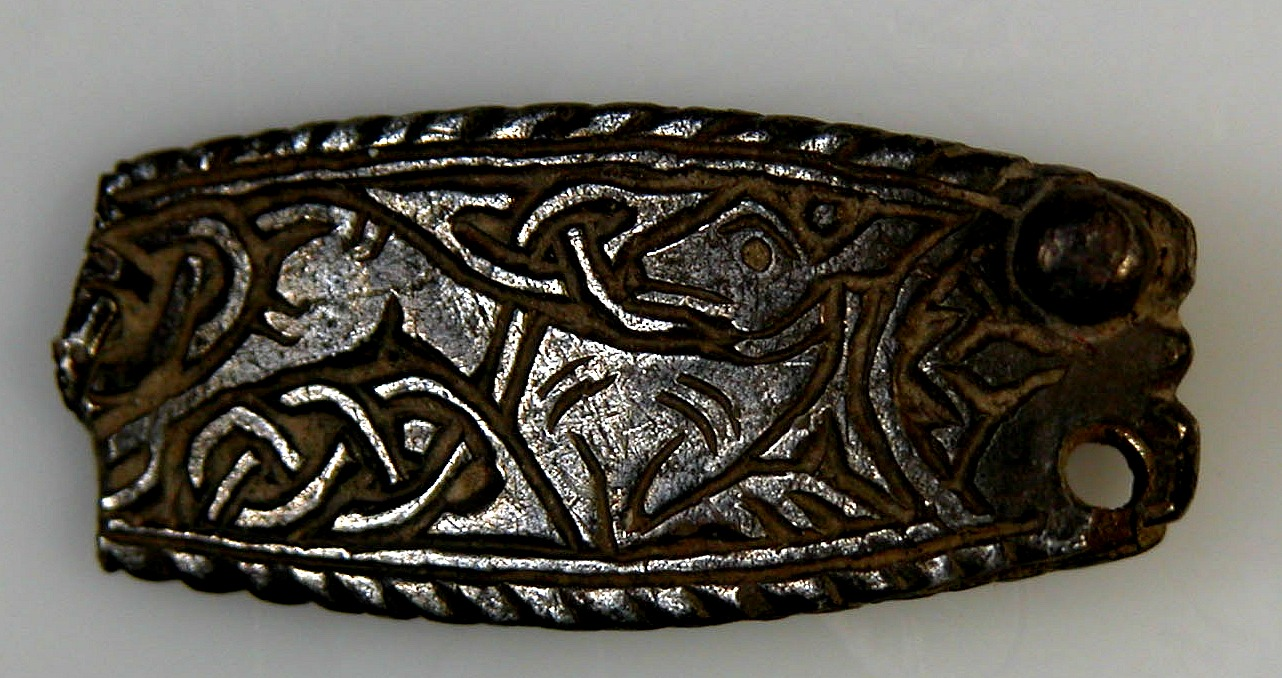
Cinturino
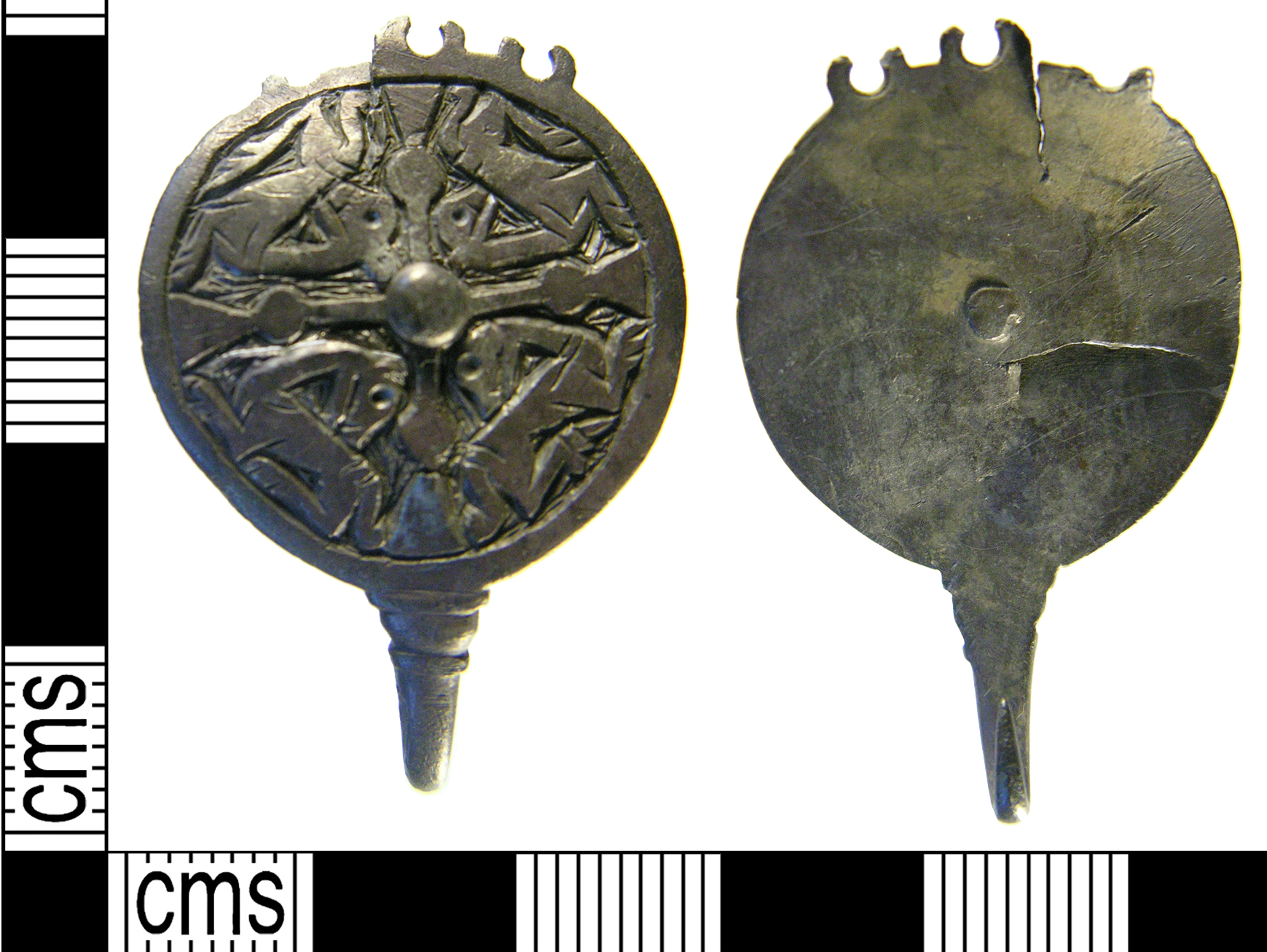
Fibbie